# گروه فرانتیه
گروه فرانتیه (انگلیسی: Frontier Group) شرکت ترابری چینی است، که در سال ۲۰۱۴ توسط اریک پرینس تأسیس شد.